# Solanum tampicense
Solanum tampicense är en potatisväxtart som beskrevs av Michel Félix Dunal. Solanum tampicense ingår i släktet skattor som ingår i familjen potatisväxter. Inga underarter finns listade i Catalogue of Life.

## Bildgalleri

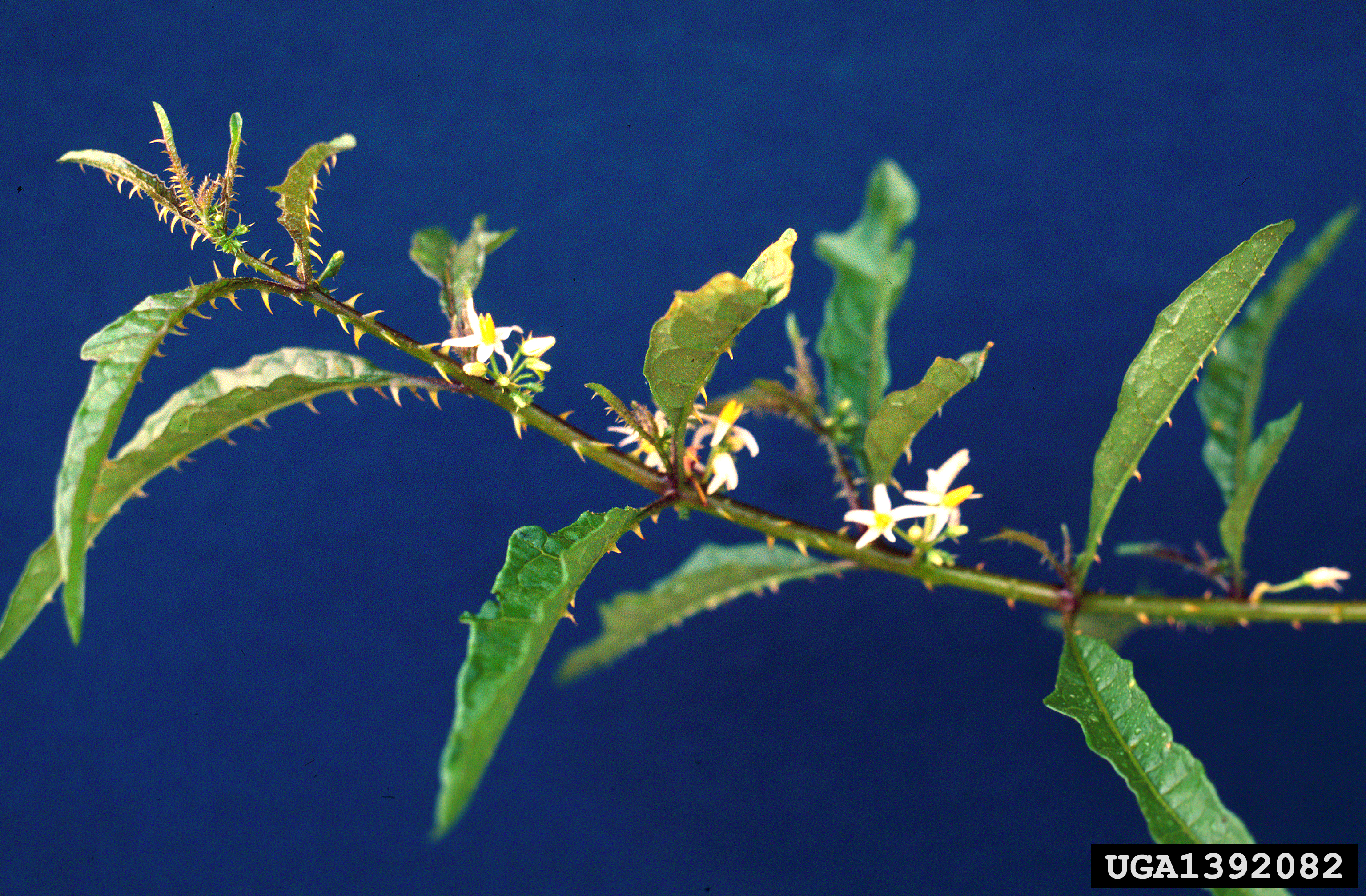
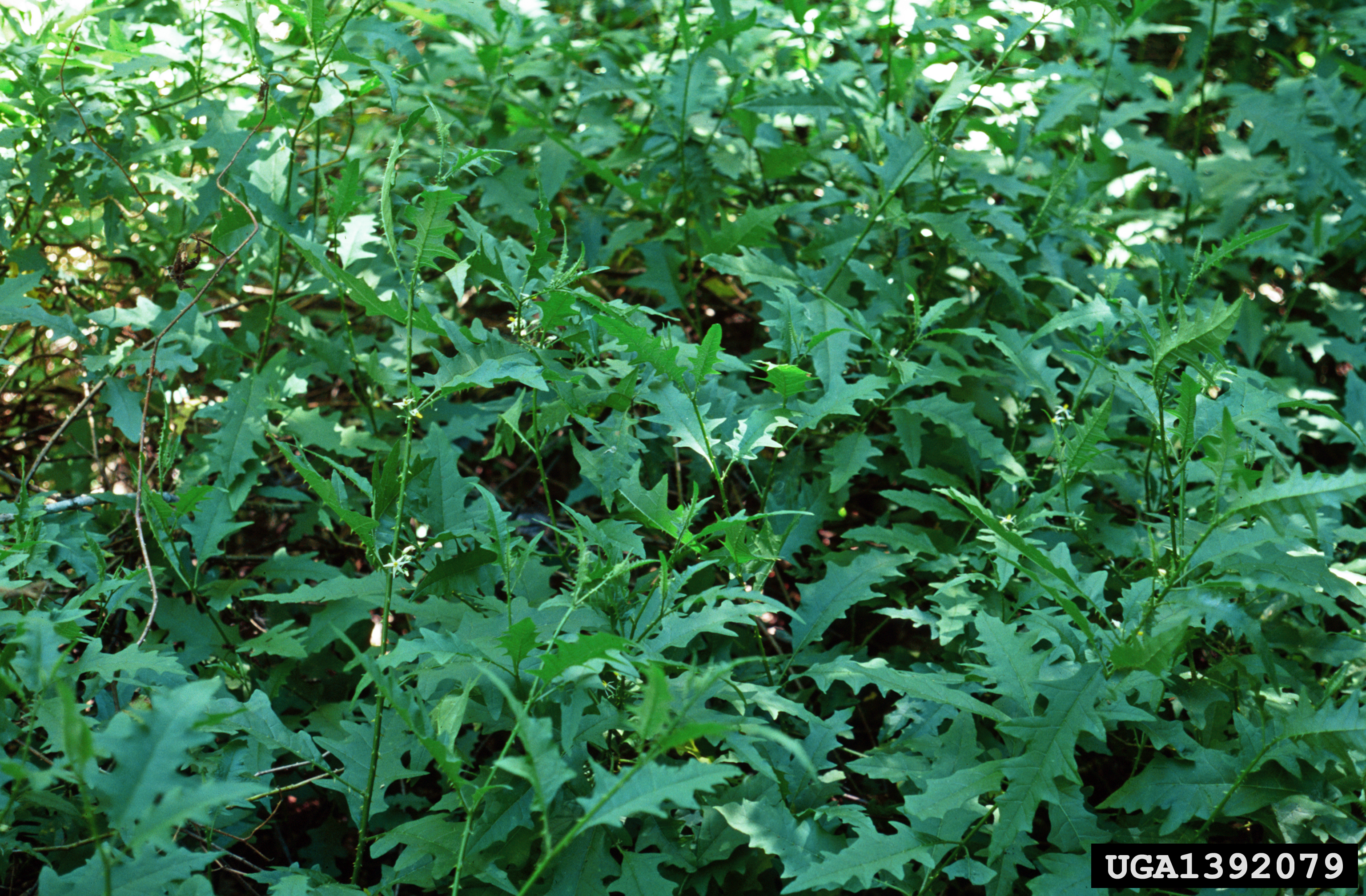